# Squadriglia 79
79ª Squadriglia Aeroplani da Caccia (röviden:79ª, teljes nevén magyarul: 79. Vadászrepülő Osztag) egy híres első világháborús olasz repülőszázad volt, amelyben négy ászpilóta szolgált, ezek közül kettő pedig 10-nél is több légi győzelmet aratott.

## Története

### Alapítás, történet
Az osztagot Olaszország hadba lépése után másfél évvel, 1916 novemberében alapították. A parancsnok Francesco Chimirri kapitány lett. Érdekesség, hogy az itt szolgáló pilóták közül egyetlenegy sem szolgált más repülőszázadban, mind a négyen csak a 79. Vadászrepülő Osztagban. Főként francia Nieuport, és Hanriot HD.1 típusú repülőgépeket használtak.
Az első világháború során az ászpilóták összesen 43 igazolt légi győzelmet szereztek. Ezzel az egyik legeredményesebb olasz repülőszázadok közé tartoznak. Sajnos azonban nem ismert, hogy az osztag többi pilótája (az ászpilóta minősítés nélküliek) hány légi győzelmet szerzett. Az osztag további történetéről nincs forrás.

### Ászpilóták
- Marziale Cerutti (17 légi győzelem)
- Antonio Reali (11 légi győzelem)
- Giovanni Nicelli (9  légi győzelem)
- Attilio Imolesi (6 légi győzelem)

### Repülőgépek
- Francia gyártmányú:
  - Nieuport 11
  - Nieuport 17
  - Nieuport 27
  - Hanriot HD.1